# Knebel (Dania)
Knebel – miasto w Danii, w regionie Jutlandia Środkowa, w gminie Syddjurs.